# Джерело «Низьке»
Джерело́ «Низьке́» — гідрологічна пам'ятка природи місцевого значення в Україні. Розташована на території П'ятківської сільської ради Бершадського району Вінницької області. 
Площа 0,01 га. Оголошена відповідно до Рішення Вінницького облвиконкому від 29.08.1984 року № 371. Перебуває у віданні П'ятківської сільської ради. 
Статус надано для збереження джерела ґрунтових вод, яке розташоване в западині балки на глибині до 15 м. Живить водою став колишнього КСП.